# Сендај
Сендај (јап. 仙台市) град је у Јапану у префектури Мијаги. Налази се северно од Токија на североисточном делу острва Хоншу. Према попису становништва из 2005. године у граду је живело 1.024.947 становника. Сендај је престоница префектуре Мијаги и највећи град у региону Тохоку. Један је од седамнаест јапанских градова наименованих владином уредбом. Сендај је један од важнијих јапанских културних центара и седиште Тохоку Универзитета који је основан 1907. године.

## Географија
Сендај се налази на 38°16'05" СГШ и 140°52'11" ИГД. Површина града износи 788,09 km² и он се протеже од Тихог океана до Горе Оу Источни део града налази се у равници, центар је брдовит, док је западни део на планини. Највиша тачка у граду је вулкан Фунагата (1.500 m).
Кроз град протиче река Хиросе. Поред реке саграђен је и замак Сендај. Река је често плавила све од педесетих година XX века, али шездесетих година двадесетог века корито реке је регулисано.

### Клима
Сендај се налази у појасу умерене климе. Средња годишња температура износи 12,1 °C, а просечна количина падавина у току године 1.241,8 mm. Највиша регистрована температура у граду је износила 36,8 °C, а најнижа -11,7 °C. Кишна сезона у Сендају обично почиње крајем јуна или почетком јула.

## Историја
Истраживања су показала да је подручје Сендаја било насељено пре више од 20.000 година, али је као место основано тек 1600-те године за време даимјоа Дате Масамунеа. Масамуне је, добивши одобрење од Токугаве Ијејасуа, започео изградњу замка Сендај на Аобајами 1600. године, а наредне уређење и изградњу самог места. Велики број улица у данашњем Сендају је изграђено према плану мреже улица који је осмислио Масамуне. Масамуне је канђије који су коришћени за писање имена места из првобитног 千代 (што буквално значи „хиљаду генерација") променио у 仙臺, што је касније еволуирало у своју коначну форму 仙台 (што дословно значи „самотњак на платформи"). 
Сендај је 1. априла 1889. године, са свега 86.000 становника, званично проглашен градом. Својим развојем и стапањем са седам оближњих градова у периоду од 1928. до 1988. године, Сендај је проглашен за град наименован владином уредбом 1989. године.
Сендај је познат и под називом „Град Дрвећа“ (杜の都; Mori no Miyako) и убраја се у најзеленије градове Јапана. Становници су били охрабривани од стране вођа да саде дрвеће на својим имањима, те је Сендај убрзо постао познат по тзв. газдинским шумама (屋敷林, yashikirin). У Другом светском рату, велики број зелених површина је уништено током бомбардовања града, али је град убрзо поново озеленео уз напоре власти.

## Становништво
Према подацима са пописа, у граду је 2005. године живело 1.024.947 становника.
| 1995.   | 2000.     | 2005.     |
| ------- | --------- | --------- |
| 971.297 | 1.008.130 | 1.024.947 |

Године 2005. у граду је живело 1.024.947 становника, а густина насељености је износила 1.304,69 становника по km². Већина становништва живи у близини железничких пруга или метроа. По подацима од 2000. године 88,5% становништва (892 252 људи) је живело на површини од 129,69 km², што представља тек 16,6% укупне површине града. Око 10.000 становника града нема јапанско држављанство.

## Спорт
Сендај има фудбалски клуб Вегалта Сендај.